# Julius Madritsch

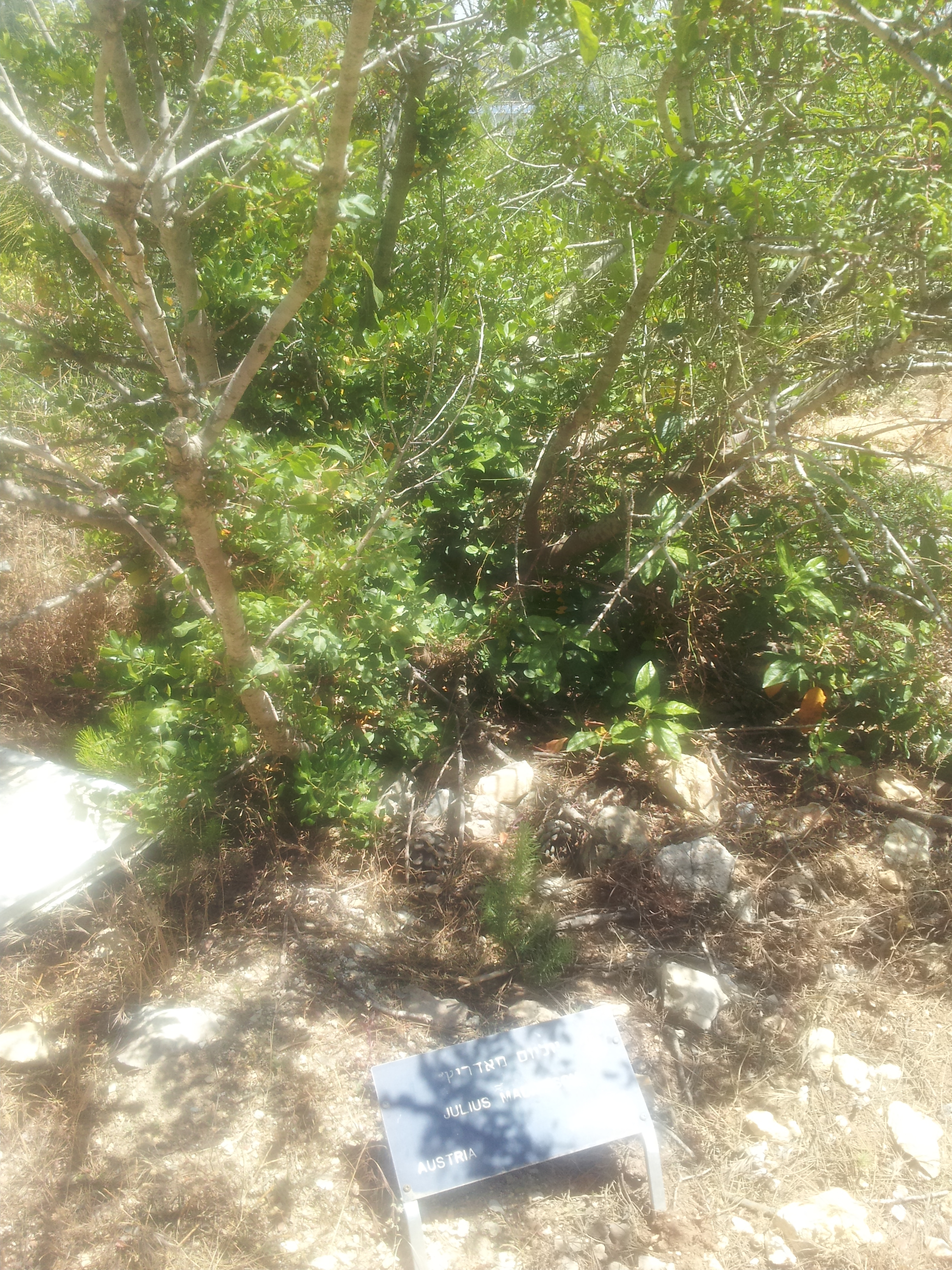
Drzewo zasadzone aby upamiętnić Sprawiedliwego Wśród narodów, Juliusa Madritscha; w Jad Waszem

Julius Madritsch (ur. 4 sierpnia 1906 w Wiedniu, zm. 11 czerwca 1984 tamże) – austriacki przedsiębiorca, który pomógł ocalić życie wielu Żydów podczas Holokaustu.

## Życiorys
Wiosną 1940 Madritsch przyjechał do Krakowa, aby uniknąć wstąpienia do niemieckich sił zbrojnych. Jako wyszkolony bławatnik (kupiec handlujący tkaninami jedwabnymi), został mianowany zarządcą dwóch żydowskich sklepów cukierniczych: Hogo i Strassberg. Madritsch wkrótce dowiedział się, że może zarobić więcej poprzez produkcję tkanin. Pod koniec 1940 był w stanie otworzyć zakład krawiecki w Krakowie z 300 maszynami do szycia, co zapewniało pracę około 800 Żydom i Polakom. Podobnie jak Oskar Schindler, Madritsch zyskał miano dobrego człowieka, który dobrze traktuje swoich żydowskich pracowników; był „cudowny dla swoich Żydów”.
W Krakowie Madritsch ocalił życie tysięcy Żydów, a także starał się uczynić ich życie bardziej znośnym. Zatrudniał wielu pracowników bez doświadczenia czy szkolenia zawodowego. Razem z menadżerem fabryki Raimundem Titschem zapewniał humanitarne warunki pracy. Każdy pracownik otrzymywał codziennie wystarczającą ilość chleba, aby umożliwić mu sprzedaż jego części i kupienie innych produktów spożywczych. Żydzi mogli nawiązywać kontakty z Polakami również poza fabryką. W kuchni fabryki karmiono ponad tysiąc żydowskich pracowników żywnością niedostępną gdzie indziej. Ponadto Madritsch założył także nowe warsztaty, włączając obóz koncentracyjny w Płaszowie (w 1943, po tym jak krakowskie getto zostało zlikwidowane i zamknięte), getto w Bochni (w 1942) i getto w Tarnowie (w 1942; podobnie jak w Krakowie zatrudniał około 800 pracowników z 300 maszynami do szycia) Robił to, aby pomóc tylu Żydom, ilu tylko było można. Twierdził, że zrobił to z powodu „ciągłego żebrania rady żydowskiej [w Krakowie]”.
Krótko przed likwidacją krakowskiego getta w marcu 1943 Madritsch wraz z Oswaldem Bousko zatrudnili wiele żydowskich rodzin, szczególnie tych posiadających dzieci, do swojej pobliskiej fabryki, chcąc w ten sposób uratować jak najwięcej z nich. Dzieci niezdolne do pracy przebywały w tym czasie w domach Polaków. Kilka tygodni później uzyskał zgodę na przewiezienie kilku Żydów do swoich fabryk w Tarnowie i Bochni. Zaledwie 12 dni po likwidacji krakowskiego Getta Madritschowi i Titschowi udało się wywieźć pociągiem wieclu z pozostałych żydowskich pracowników.
Madritsch, aby uzyskać dla nich zaświadczenia pracy, stale interweniował u oficerów SS, policji oraz w Urzędzie Pracy. Generalne Gubernatorstwo wkrótce oskarżyło go o sabotowanie transportów Żydów oraz utrudnianie pracy Gestapo. To jednak nie powstrzymywało Madritscha, który zatrudniał kolejnych Żydów, twierdząc że są oni niezbędni w „trudzie działań wojennych”. W pewnym momencie Madritsch został aresztowany, ale znajomość z jednym z oficerów SS przyczyniła się do jego szybkiego uwolnienia.
Pod koniec sierpnia 1943 Amon Göth komendant obozu w Płaszowie zlikwidował największe we Wschodniej Galicji, tarnowskie getto. Madritsch był jednak pewny, że jego pracownikom nic nie grozi. Zostali oni zesłani na Śląsk do niewolniczego obozu pracy, znajdującego się na terenie fabryki olejów syntetycznych. Produkowali mundury dla tamtejszych oficerów SS. Ta praca pozwoliła im przeżyć, a niektórych z nich udało się potajemnie przewieźć na Węgry i Słowację.
14 września 1943 Madritsch został upoważniony do przeniesienia swoich fabryk do obozu pracy przymusowej w Płaszowie. Zatrudnił dwa tysiące Żydów jako pracowników i zapewnił im jedzenie, odzież i buty. Madritsch musiał zapłacić SS na jedzenie i inne zaopatrzenie. Kiedy Amon Göth dowiedział się, że prawie jedna czwarta pracowników Madritscha była powyżej górnej granicy wieku dla robotników niewolniczych, starał się odpowiednio obniżyć zatrudnienie. Madritsch skutecznie nalegał, że starsi pracownicy „byli najbardziej wartościowi”.
Do 1944 SS zamknęło fabryki na terenie Krakowa i deportowano wszystkich Żydów do obozu koncentracyjnego Auschwitz-Birkenau i Gross Rosen. Madritsch nie miał fabryk obszaru Zachodniego, dlatego nie mógł dłużej chronić swoich żydowskich robotników. Jednak on i Oskar Schindler stali się najlepszymi przyjaciółmi. Schindler miał otworzyć wytwórnię amunicji w Brünnlitz, która miałaby zatrudniać Żydów. Kiedy nadszedł czas aby stworzyć słynną listę Schindlera w 1944 Schindler zgodził się, aby dodać sześćdziesięciu Żydów Madritscha. Po wojnie ich relacje się popsuły, z powodu sporu o przeniesienie niektórych Żydów Madritscha do wytwórni Schindlera w Brünnlitz i w związku z innymi sprawami z tym związanymi.
W 1964 Madritsch został uhonorowany jako „Sprawiedliwy wśród Narodów Świata” przez Instytut Jad Waszem. W filmowej Liście Schindlera z 1993 Juliusa Madritscha zagrał niemiecki aktor Hans-Jörg Assmann.
Julius Madritsch zmarł dnia 11 czerwca 1984. Został pochowany w Zentralfriedhof w Wiedniu.